# آلیس راسل (خواننده)
آلیس راسل (انگلیسی: Alice Russell؛ زادهٔ ۱ مارس ۱۹۷۵) یک موسیقی‌دان اهل بریتانیا است.